# D. K. Pattammal

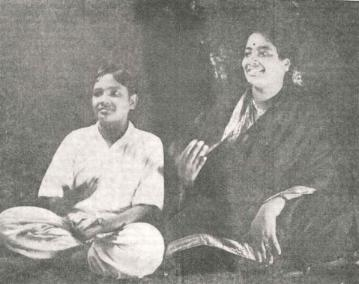
D. K. Pattammal (rechts) beim Gesang mit ihrem jüngeren Bruder D. K. Jayaraman, Anfang der 1940er Jahre

D. K. Pattammal (Damal Krishnaswamy Pattammal; tamilisch: தா. கி. பட்டம்மாள்; * 28. März 1919 in Kanchipuram, Tamil Nadu; † 16. Juli 2009 in Chennai) war eine indische Sängerin südindischer klassischer Musik. Sie galt gemeinsam mit ihren Zeitgenossinnen M. S. Subbulakshmi und M. L. Vasanthakumari als „female trinity of Carnatic Music“. Ihre Karriere spannte sich über 65 Jahre.

## Leben
Pattammal hatte ihren ersten öffentlichen Auftritt im Alter von 14 Jahren in Madras (dem heutigen Chennai) und war damit die erste Brahmanin, die karnatische Musik öffentlich vortrug. Anfang des 20. Jahrhunderts war dies für Frauen der Brahmanen-Kaste noch tabu.
Pattammal war auch die erste Frau, die Ragam-Tanam-Pallavi, das schwierigste Konzertstück karnatischer Musik und damit eine Männerdomäne, auf der Bühne aufgeführt hat. Sie sang dabei auch sehr komplexe Pallavis mit komplizierten Talas, was ihr Respekt und Anerkennung ihrer männlichen Kollegen und den Namen „Pallavi Pattammal“ einbrachte. Heutzutage wählen viele karnatische Musikerinnen Ragam-Tanam-Pallavi als Hauptstück ihrer Konzerte.
Während ihrer Sängerkarriere entwickelte sich Pattammal zur Kennerin der Kompositionen von Muthuswami Dikshitar und Papanasam Sivan, deren Stücke sie häufig interpretierte. Sie popularisierte auch nationalistische Kompositionen von Subrahmanya Bharati und anderen Komponisten.
Pattammals volle Stimme liegt im Bereich eines tiefen Alt. Zu ihren sängerischen Stärken gehören technische Akkuratesse, das strikte Einhalten von Tonhöhe und Rhythmus, und klare Aussprache der gesungenen Texte. Ihre Vorträge von Shlokas und Viruttams (Gedichte oder Verse, die improvisiert ohne rhythmische Begleitung gesungen werden) waren besonders emotionsgefüllt.
Ihr Gesangsstil zog viele Schüler an, zuerst ihren jüngeren Bruder D. K. Jayaraman, der mit ihr häufig gemeinsam in Konzerten auftrat. Pattammal unterrichtete Schüler aus mehreren Ländern, zu ihren bekanntesten gehören Lalitha Sivakumar, Geetha Rajashekar, Nithyasree Mahadevan und Bhavadhaarini Anantaraman.
Im Lauf ihrer Karriere erhielt Pattammal zahlreiche Auszeichnungen, darunter 1962 einen Sangeet Natak Akademi Award und 1970 Sangeetha Kalanidhi, die höchste Anerkennung in der karnatischen Musik. Von der indischen Regierung wurde sie 1971 mit dem Padma Bhushan und 1999 mit dem Padma Vibhushan geehrt.

## Belege
1. ↑  Carnatic vocalist Pattammal passes away
2. ↑  Chennai-Online (Memento vom 16. Oktober 2008 im Internet Archive)
3. ↑  The Hindu (Memento vom 30. August 2009 im Internet Archive)